# سوراخ میان‌مهره‌ای
هر سوراخ بین مهره‌ای (به انگلیسی: Intervertebral foramen) از روی هم قرارگرفتن دو مهره مجاور در ستون فقرات، به واسطه یک بریدگی مهره‌ای تحتانی (از مهره فوقانی) و یک بریدگی مهره‌ای فوقانی (از مهره تحتانی) در هر طرف ایجاد می‌گردد. درحقیقت، هر مهره دارای یک بریدگی مهره‌ای فوقانی در بالای هر پایه یا پدیکول (Pedicle) و یک بریدگی مهره‌ای تحتانی در زیر همان پایه‌است. زمانی که مهره‌ها روی یکدیگر قرار می‌گیرند، سوراخ‌های بین مهره‌ای به وجود می‌آیند که اعصاب نخاعی و عروق مربوطه به مجرای نخاعی وارد یا از آن خارج می‌شوند.